# Josef Tomášek
Josef Tomášek (Praga, 10 marzo 1904 – Praga, 15 aprile 1979) è stato un nuotatore e pallanuotista cecoslovacco.
È stato un membro della Cecoslovacchia che ha partecipato ai Giochi di Parigi 1924.
Ai Giochi di Amsterdam 1928 e di Berlino 1936, partecipò come sostituto, non giocò nessuna partita.
Dopo la fine della sua carriera sportiva, ha lavorato come funzionario, allenatore e arbitro.